# Munyanike
Munyanike är ett vattendrag i Burundi.   Det ligger i provinsen Rutana, i den centrala delen av landet, 90 km sydost om huvudstaden Bujumbura.
Omgivningarna runt Munyanike är en mosaik av jordbruksmark och naturlig växtlighet. Runt Munyanike är det ganska tätbefolkat, med 199 invånare per kvadratkilometer.